# Соло (річка)
6°51′02″ пд. ш. 112°34′31″ сх. д. / 6.8505° пд. ш. 112.5753° сх. д.
Соло (індон. Bengawan Solo) — річка в Індонезії, найбільша річка на острові Ява. Довжина річки становить 548 км, площа водозбірного басейну — 16 100 км².
Бере початок на схилах вулканів Лаву та Мешалі, тече переважно у широкій, часто заболоченій долині, у нижній течії сильно меандрує. Впадає в Яванське море. Річка судноплавна протягом 200 км. У пониззі русло річки спрямоване і каналізоване.
Повноводна з жовтня до травня, у цей час року сильно розливається. Долина річки густо населена та оброблена. Найбільші міста на Соло: Суракарта (Соло), Чепу, Боджонегоро, Мадіун. Серед районів Нгаві.
У долині між річками Соло та Мадіун рясно росте бамбук.
У долині річки лежать Сангіран і Трініль, відомі своїми археологічними розкопками та знахідками пітекантропів. На березі Соло біля селища Нгандонг у 1931—1933 роках було знайдено останки явантропів чи солойської людини (Homo soloensis).
При будівництві короткого каналу біля річки Соло в Самбунгмачані знайшли кілька черепів та інших кісток давніх людей віком від 100 тис. до 1 млн років.